# Strage di Roccastrada
La strage di Roccastrada fu perpetrata da un gruppo di squadristi fascisti il 21 luglio 1921 contro la popolazione civile di Roccastrada, in provincia di Grosseto. Si trattò, in termine di vittime, della più violenta azione criminale compiuta dai fascisti nel biennio 1921-1922 che giungerà il suo culmine con la marcia su Roma e la nascita del governo Mussolini.

## Antefatti

### Roccastrada nel Biennio Rosso
Nel primo dopoguerra, nel corso del periodo passato alla storia come Biennio rosso, anche il comune di Roccastrada non fu esente dall'essere interessato da tumulti e agitazioni sociali che si verificarono nel resto dell'Italia. Si tratta di anni caratterizzati come in tutta Italia da un'agitazione popolare diffusa, durante i quali in Maremma si assiste a un'ampia mobilitazione contadina e operaia, con le lotte sociali per i patti colonici e per l'aumento delle paghe, che si salda con l'agitazione di stampo più prettamente politico. Nel giugno 1919 i minatori di Ribolla assediavano il palazzo dell'amministrazione della Montecatini e ottenevano la firma di un concordato. Il 20-21 luglio successivo, nella frazione di Roccatederighi si registrò un'amplissima adesione in occasione dello sciopero internazionalista. Nel giugno del 1920, i minatori scioperarono per 25 giorni contro l'imposizione dei nuovi patti di lavoro. Dal punto di vista politico anche a Roccastrada il partito che più riuscì ad intercettare il malcontento popolare furono i socialisti, che si affermarono sia alle elezioni politiche del 1919, sia alle comunali dell'anno successivo. Quest'ultimo risultato fu, a livello locale, storico, poiché per la prima volta una giunta socialista avrebbe governato il comune di Roccastrada, fino ad allora amministrato dai repubblicani.
La vittoria socialista non placò tuttavia i conflitti sociali che anzi, continuarono. Il 14 ottobre nel vicino comune di Civitella Marittima, durante un moto popolare, venne assaltata la villa di Ferdinando Pierazzi, uno dei pochi agrari della zona che si era rifiutato di rinegoziare i patti colonici e che diventerà in seguito uno dei principali esponenti del fascismo maremmano. La contrapposizione fra la Cooperativa agricola di produzione e consumo di Roccastrada, guidata dal socialista Dante Nativi, e Pierazzi aveva raggiunto quindi poi il suo apice nel 1920, quando in seguito ad un sopruso a danno di un mezzadro, i dirigenti socialisti avevano organizzato un corteo che da Roccastrada si era diretto a Civitella dove, dopo che dalla finestra del palazzo padronale era stato sparato un colpo, la folla aveva occupato la dimora dell'agrario. Secondo i giornali moderati, l'ideatore era proprio il sindaco Bastiani era stato individuato come l’istigatore e quindi il responsabile di un assalto alla villa che veniva letto come preterintezionale, ma che invece era specchio di una situazione sociale incandescente.

### Violenze fasciste in Maremma

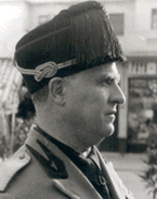
Dino Perrone Compagni

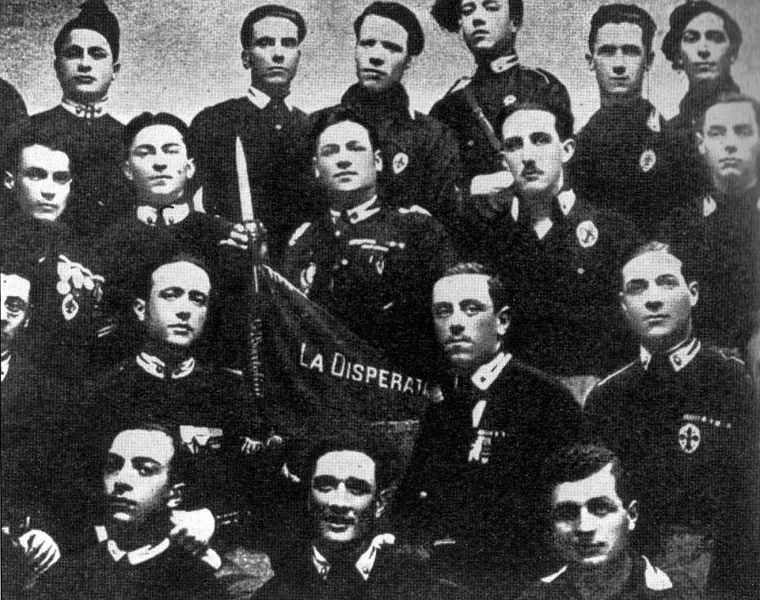
Squadristi fiorentini de "La Disperata.

Tra la fine del 1920 e l'inizio del 1921 anche in Toscana, specialmente a Firenze e dintorni, iniziarono a registrarsi le prime violenze (omicidi e e spedizioni punitive) di stampo fascista. A guidare gli squadre d'azione fiorentine era Dino Perrone Compagni, un nobile decaduto, già volontario di guerra e fondatore del fascio di combattimento del capoluogo toscano. Ben presto a Firenze la violenza raggiunse livelli altissimi: il 27 febbraio una squadra di sicari fascisti uccise Spartaco Lavagnini, segretario comunista del sindacato dei ferrovieri e direttore del settimanale L'azione comunista. Il 6 aprile Perrone Compagni indirizzò al sindaco di Roccastrada Bastiani un lettera di minacce affinché si dimettesse:
Nonostante le violenze squadriste stessero rapidamente raggiungendo le principali cittadine della Toscana, alla primavera 1921 solo l'area nord della provincia grossetana era stata interessata da qualche incursione fascista, peraltro proveniente dalle province limitrofe, il capoluogo rimaneva invece ancora indenne. Come in altre realtà, a finanziare il fascismo in Maremma erano i grandi latifondisti e proprietari delle miniere.
Tutto iniziò a cambiare verso la seconda metà di giugno, quando da Firenze, venne inviato a Grosseto per coordinare l'attività squadristica, l'ex-tenente di complemento Dino Castellani. 
Il 27 giugno un gruppo di fascisti fiorentini giunse a Grosseto dove si scontrò con un gruppo di comunisti locali. Nella rissa i fascisti ebbero la peggio e pertanto chiamarono in supporto da Firenze un gruppo di uomini della "Disperata", una delle squadracce più violente e pericolose guidata da Amerigo Dumini, sicario che poi guiderà il commando che ucciderà Giacomo Matteotti. Una volta giunti nel capoluogo maremmano, gli squadristi si scontrarono con gli antifascisti uccidendo il muratore comunista Cesare Savelli. Terminato anche questo secondo scontro i fascisti chiamarono in loro supporto centinaia di fascisti dalle zone limitrofe per conquistare Grosseto. La maggior parte dei rinforzi erano squadristi senesi capitanati dal loro segretario Giorgio Alberto Chiurco, ma erano presenti anche squadre laziali e umbre. 
Il 29 giugno centinaia di fascisti armati cinsero letteralmente d'assedio Grosseto, a preservare la città da un attacco erano le pattuglie delle forze dell'ordine che presidiavano le porte. Improvvisamente un gruppetto di antifascisti compì una sortita e spacciandosi per fascisti, si avvicinò ad un gruppo di squadristi e aprì il fuoco. Nella sparatoria morì lo squadrista perugino Rino Daus. Nella notte, senza incontrare opposizione da parte delle forze dell'ordine, circa 600 penetrarono in città devastando le sedi delle organizzazioni socialiste e comuniste, i locali frequentati dagli antifascisti, le abitazioni e i luoghi di lavoro dei principali esponenti di sinistra e uccisero, negli scontri, i comunisti Angelo Francini, Giovanni Neri e Arcadio Diani. 
Il 1º luglio, una volta espugnata Grosseto parte dei fascisti tornò in treno nelle città d'origine, mentre altri si diressero nei paesi vicini per compiere altre spedizioni punitive. Fu così che giunsero a Roccastrada un'automobile e un camion carichi di fascisti devastarono i locali della sezione socialista e comunista, le abitazioni del segretario della sezione comunista e del sindaco Bastiani senza incontrare alcuna opposizione da parte dei militi della locale stazione dei carabinieri. Prima di andarsene i fascisti esposero il Tricolore al palazzo municipale.

## I fatti
Dopo la spedizione del 1º luglio la tensione a Roccastrada era palpabile. Temendo un ritorno degli squadristi e consapevoli delle connivenze delle autorità regie, diversi socialisti e comunisti avevano iniziato a dormire in campagna. Pochi giorni dopo, sorpreso da un gruppo di fascisti per le strade di Grosseto, il sindaco Bastiani fu sequestrato, condotto nella sede del fascio e costretto a firmare una lettera dove s'impegnava ad abbandonare il suo comune.
Il 21 luglio 1921 a Sarzana una colonna di squadristi toscani guidata da Dumini cercò di entrare in città per liberare il ras carrarino Renato Ricci, arrestato per una serie di omicidi compiuti nei borghi della Lunigiana nei giorni precedenti. I carabinieri, comandati dal capitano Guido Jurgens, reagirono con le armi a un tentativo di aggressione fascista. Alla difesa di Sarzana parteciparono anche gli Arditi del Popolo e civili. Lo scontro causò la morte di 14 fascisti, cui si aggiunsero altri due linciati nelle campagne dalla popolazione esasperata dalle continue violenze squadriste. 
La sera del 24 luglio due camion con 60 fascisti armati, guidati da Castellani, raggiunse Roccastrada, attaccando e distruggendo le case e le attività commerciali del sindaco Bastiani, degli assessori Nativi e Tagliaferri e del segretario della cooperativa Cucinelli. Senza incontrare opposizione da parte dei carabinieri, altri fascisti iniziarono a perlustrare le vie del paese, bastonando chiunque incontrassero e sparando colpi di pistola. Bastonarono e inseguirono a colpi di revolver circa 200 cittadini. Un gruppo di fascisti assaltò il caffè del paese, di proprietà di un anarchico, e lo saccheggiò. Verso le 21:00 partono alla volta di Sassofortino, Roccatederighi e Montemassi per compiere un'altra spedizione punitiva. All'uscita dal paese, però, un colpo esploso, probabilmente accidentalmente dallo stesso camion su cui viaggiava, uccise il giovane squadrista grossetano Ivo Saletti. Infuriati e ipotizzando un agguato comunista gli squadristi scesero dai camion ma, non trovando nessuno, rientrarono a Roccastrada dove iniziarono a sparare all'impazzata contro tutti coloro che incontravano per la strada. Nel corso del massacro vennero uccisi il colono sessantenne Tommaso Bartaletti, suo figlio Guido, entrambi noti socialisti, il proprietario Antonio Fabbri e Giuseppe Regoli entrambi anziani simpatizzanti repubblicani. Venne poi ucciso il vetturino Francesco Minocchi, anch'egli repubblicano e, alla presenza della giovane moglie incinta, il muratore Ezio Checcucci, reduce di guerra e decorato al valore. Vennero assassinati anche Luigi Nativi, Angelo Barni, un possidente di orientamento monarchico, Vincenzo Tacconi, detto "Crucci", un anarchico invalido, storpio di entrambe le gambe. Diverse delle vittime furono trovate sfigurate o sfregiate. Almeno una trentina di persone rimasero ferite, altre ancora sfuggirono alla morte scappando nei campi inseguite dai fascisti.
Complessivamente vennero bruciate una quindicina di case, più diversi covoni di grano e pagliai. Solamente sei ore dall'inizio del massacro giunse a Roccastrada da Siena un camion di carabinieri guidati da capitano, al quale subito si presentò Castellani, il quale chiese di farsi scortare fuori dal paese temendo eventuali imboscate. Per tutto il tempo della strage, i carabinieri della stazione di Roccastrada rimasero chiusi nella loro caserma. 
Rientrati a Grosseto, i fascisti si recarono nella piazza centrale dove Castellani tenne un breve discorso invocando vendetta sul corpo di Saletti. Nessun fascista venne fermato dalle forze dell'ordine.

## Vittime
- Angelo Barni
- Guido Bartoletti
- Tommaso Bartoletti
- Ezio Checcucci
- Antonio Fabbri
- Giovanni Gori
- Francesco Minoccheri
- Luigi Nativi
- Giuseppe Regoli
- Vincenzo Tacconi

## Conseguenze
La mattina del 26 luglio 1921 si tennero a Roccastrada i funerali delle vittime della strage con una grande partecipazione, ma senza simboli politici e discorsi. Lo stesso pomeriggio, a Grosseto, furono si svolsero le esequie di Saletti. Alla cerimonia, alla quale convennero migliaia di persone, parteciparono squadristi in camicia nera e quattro bande musicali. L'orazione funebre fu tenuta dal presidente dell'Agraria maremmana, onorevole Gino Aldi Mai, e dal segretario dei fasci provinciali Castellani.
Il 9 agosto morirà all'ospedale una decima persona, il sessantottenne Giovanni Gori, ferito dai fascisti a colpi di pistola.
La notizia della strage ebbe fin da subito grande eco sui quotidiani italiani. Di conseguenza dal Ministero dell'Interno fu nuovamente inviato in Maremma l'ispettore di Pubblica Sicurezza Alfredo Paolella per un'inchiesta su quanto accaduto. Il suo rapporto ebbe come effetto immediato il sollevamento dall'incarico del Prefetto Antonio Boragno. Dall'inchiesta emerse non solo l'operato del tutto deficitario dei carabinieri ma anche le connivenze tra i fascisti e i più alti vertici dell'Arma a Grosseto. 
Il 16 ottobre del 1922 i fascisti inaugurarono il gagliardetto del fascio di combattimento a Roccastrada. Alla festa, alla quale partecipò anche il segretario dei fasci di Grosseto Castellani, quello di Siena Chiurgo e più di 500 fascisti con le loro bande musicali. Sul fronte opposto la situazione era completamente diversa. Dopo la strage numerosi antifascisti erano fuggiti all'estero, specialmente in Francia. Chi aveva scelto di rimanere fu sottoposto a costanti vessazioni da parte della polizia e delle autorità. Tra quanti erano stati costretti a riparare in Francia vi erano anche alcuni soggetti direttamente coinvolti nella strage come Ferdinando Tagliaferri, Davide Bartaletti e Dante Nativi. Un altro testimone dell'eccidio che fu costretto a scappare Oltralpe fu Aristodemo Landini, padre di Léon, futuro partigiano e politico francese.

## Risvolti processuali
La mancata identificazione dei fascisti al ritorno dalla strage complicò le indagini e fece sì che molti di loro, in primis Castellani, si potessero dare alla latitanza. Nonostante le difficoltà fu aperta un'istruttoria diretta contro 48 persone, 33 fascisti e 15 tra comunisti e anarchici. Per ovviare alla lentezza del procedimento, il Procuratore del Re e il Giudice istruttore avevano convertito i mandati di cattura in mandati di comparizione. Tuttavia vennero rinviati a giudizio solo due squadristi (uno dei quali era Castellani, mentre i restanti 31 furono prosciolti per non aver commesso il fatto. In favore dei fascisti intervenne l'amnistia del 1922, che in pratica estinse tutti i reati loro contestati. Al contrario, gli antifascisti vennero processati e condannati, sia per la morte di Daus, sia per quella di Saletti.
L'amnistia del 1922 verrà poi revocata nel 1944 e nel nuovo processo emerse anche la tesi che il Saletti fosse stato ucciso non da un'imboscata ma dal colpo partito accidentalmente dal moschetto di qualche fascista ubriaco; la corte non poté però pronunciarsi su quei fatti, che rimasero quindi controversi. A seguito del procedimento penale del 1946, la Corte di Assise di Grosseto emise, l'8 aprile, la sentenza con cui condannava a 25 anni di reclusione Castellani, 22 anni e 6 mesi a Ostilio Tegardi (poi ridotti a 15) e varie pene da 18 a 11 anni a Federico Fineschi, Vittorio Furi, Mario Giannini e Arnaldo Albano.

## Monumenti
Il 24 luglio 1974 è stata scoperta nel municipio di Roccastrada una targa in ricordo delle vittime della strage fascista.